# مونت وولتوره
مونت وولتوره (به ایتالیایی: Monte Vulture) یک کوه در ایتالیا است که در استان پوتنزا واقع شده‌است. مونت وولتوره ۱٬۳۲۶ متر بالاتر از سطح دریا واقع شده‌است.